# Galiu
Galiul este elementul chimic care are simbol chimic Ga și numărul atomic 31. Galiul nu se găsește, în natură, în forma sa elementară, dar se găsește, sub formă de săruri de galiu (III), în minereurile de bauxită sau în cele de zinc.

## Istoric
În 1871, chimistul rus Dimitri Mendeleev a prezis existența galiului, elementul situat în sistemul periodic sub aluminiu, element numit de acesta eka-aluminiu. De asemeni, Mendeleev a prezis și o parte din proprietățile acestuia, și anume: densitatea, punctul de topire, caracterul de oxid etc., proprietăți ce nu diferă cu mult față de realitate.
Galiul a fost descoperit de Paul Emile Lecoq de Boisbaudran în 1875, cu ajutorul spectroscopiei, analizând o mostră de sfalerit. Acesta a observat două linii violete, caracteristicile spectrale ale galiului. 
Numele elementului vine de la provincia romană Galia.

## Proprietăți fizice
Galiul foarte pur are o culoare argintie, iar metalul solid se frânge concoidal, ca sticla.
Galiul se dilată cu 3,1% când se solidifică, prin urmare stocarea în recipiente din sticlă sau metal este evitată din cauza posibilității ruperii containerului. Punctul de topire al galiului la 29,7646 °C, este peste temperatura normală a unei camere și este aproximativ la aceeași temperatură cu cea a unei zile de vară la latitudini mijlocii ale Pământului; prin urmare galiul nu este marcat ca lichid în Tabelul periodic, singurele elemente lichide la temperatura camerei cunoscute fiind mercurul (metal) și bromul (nemetal).
Galiul este unul dintre metalele care este lichid la temperaturi apropiate de cea normală a unei camere, împreună cu cesiul, rubidiul, mercurul și franciul. Galiul are unul dintre cele mai mari intervale de temperatură în care se menține lichid (pentru un metal) și, de asemenea, are o presiune de vapori scăzută la temperaturi mari (spre deosebire de mercur). Punctul de fierbere al galiului, 2400 °C, este de peste optzeci de ori mai mare decât punctul său de topire, 29,7646 °C, având cel mai mare raport dintre valoarea punctului de fierbere și cea a punctului de topire dintre elementele chimice.

## Compuși importanți ai galiului
GaAs, compus folosit în fabricarea celulelor fotovoltaice.